# Nervi
Pour les articles homonymes, voir Nervi (homonymie).
Nervi est un quartier résidentiel de la ville de Gênes, en Italie. Nervi était une commune à partir de 1861, avant d'être rattachée à la ville de Gênes en 1926.

## Géographie
Nervi est situé dans le municipio IX Levante, à la périphérie orientale de Gênes, en bordure de la mer de Ligurie. Le quartier est traversé par le torrent Nervi qui se jette en mer près de la marina.
Son charme lui vient entre autres d'un petit port touristique, d'une longue côte rocheuse sur laquelle a été construite la promenade Anita Garibaldi. 

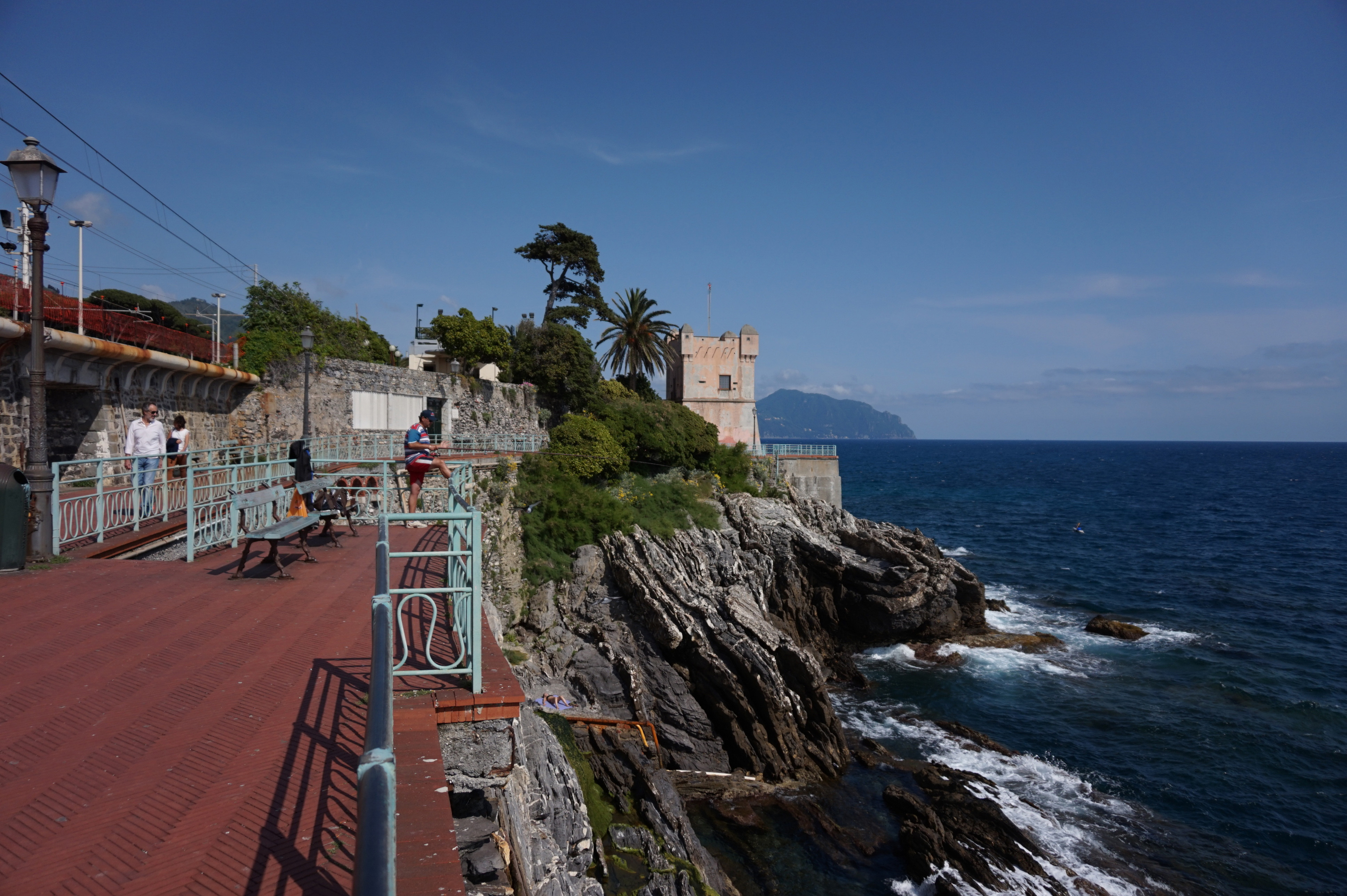
Nervi - La « promenade A.Garibaldi ».

Trois parcs sont insérés dans l'urbanisme du quartier, appelés Parchi di Nervi, avec, en leur enceinte, deux théâtres où s'est souvent tenu un festival d'été de ballets, et la villa Saluzzo Serra qui abrite la galerie d'Art moderne de Gênes.
Les hauteurs plongeant dans la mer garantissent à Nervi un climat particulièrement agréable. En hiver, il arrive que la température à Nervi soit plus élevée de 10 degrés par rapport au reste de Gênes. Mais les statistiques[réf. nécessaire] sur une plus longue durée présentent Nervi et Pegli comme les lieux du meilleur climat du pays génois et de toute la Ligurie après Ospedaletti.

## Personnalités
- Louis-Emmanuel Corvetto (1756-1821), homme politique, est inhumé dans l'église Saint-Cyr.

## Dans la fiction
Dans le film Palombella rossa de Nanni Moretti, le personnage principal, alors tout jeune, marche sur la promenade du bord de mer de Nervi avant d'aller jouer au water-polo dans la piscine près du petit port.